# Xip multiprojecte

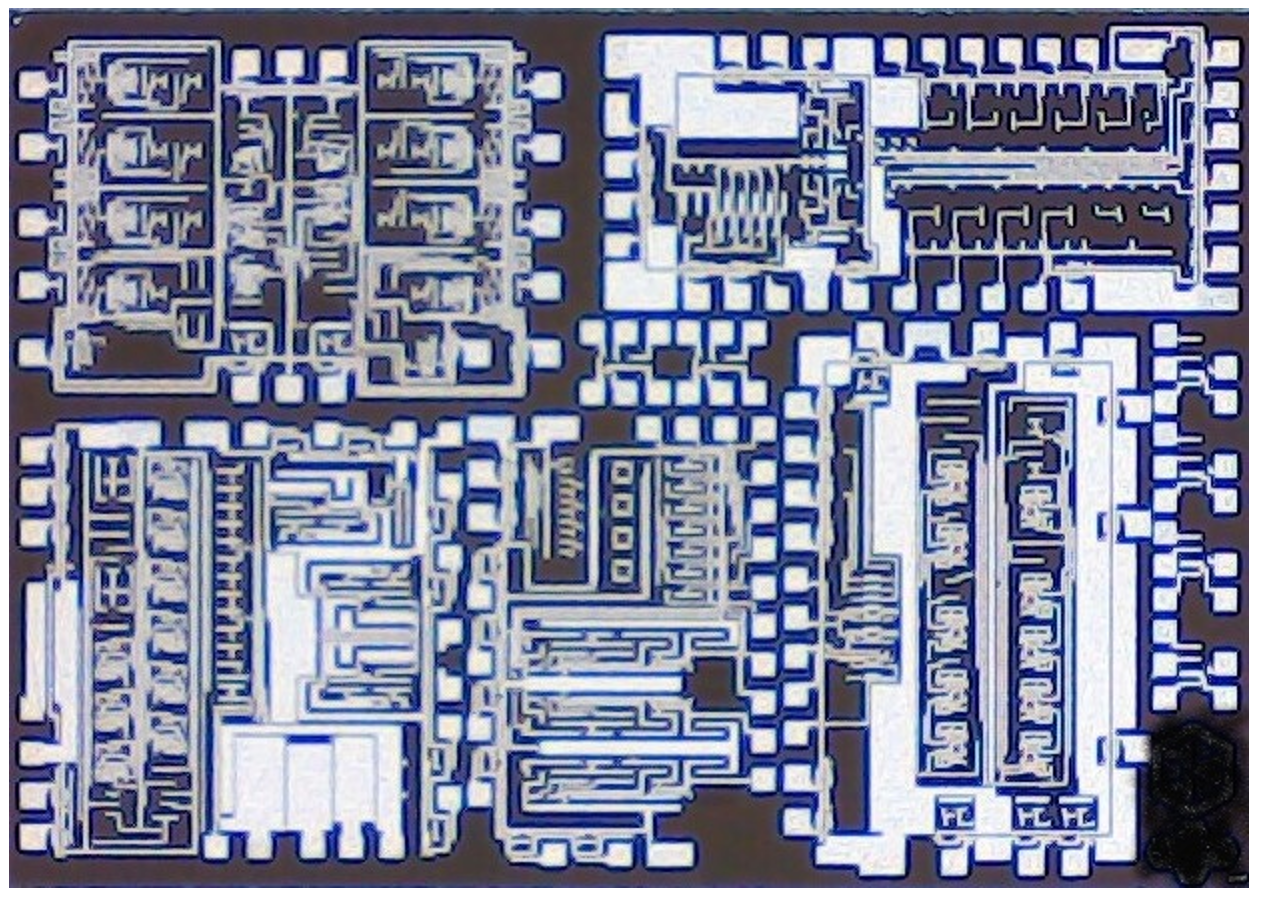
MPC que consta de cinc dissenys CMOS IC i pocs transistors de prova N i PMOS.

Els acords de fabricació de semiconductors de xip multiprojecte (amb acrònim anglès MPC) i oblia multiprojecte (amb acrònim anglès MPW) permeten als clients compartir els costos de fabricació de màscares i oblies de microelectrònica entre diversos dissenys o projectes.
Amb la disposició MPC, un xip és una combinació de diversos dissenys i aquest xip combinat es repeteix a tota la hòstia durant la fabricació. L'arranjament MPC produeix normalment un nombre aproximadament igual de dissenys de xip per oblia.

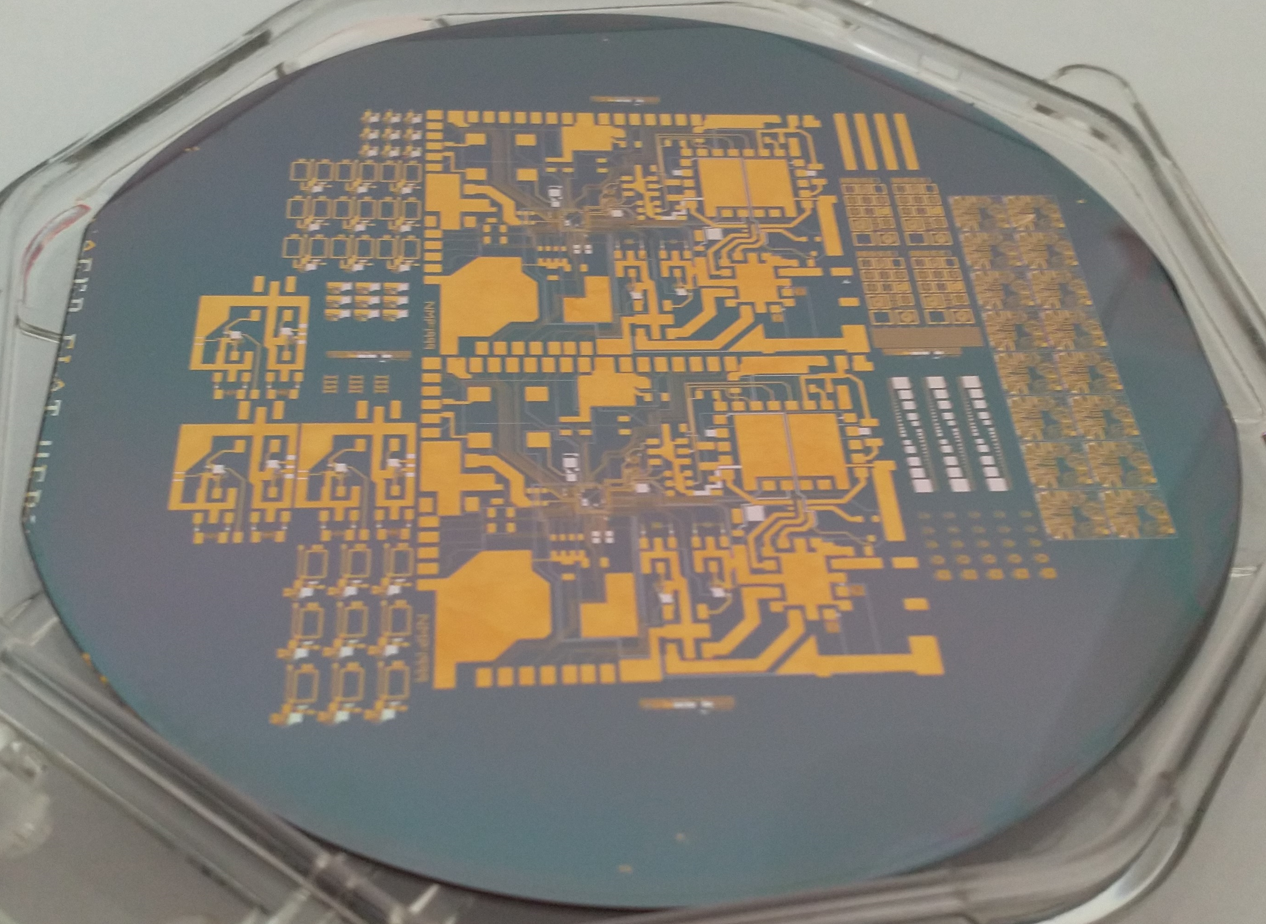
Una oblia multiprojecte que consta de diversos nombres desiguals de dissenys/projectes.

Amb la disposició MPW, s'agreguen diferents dissenys de xip en una oblia, amb potser un nombre diferent de dissenys/projectes per oblia. Això és possible amb nous sistemes de fabricació i exposició de màscares en fotolitografia durant la fabricació d'IC. MPW es basa en els procediments MPC més antics i permet un suport més eficaç per a diferents fases i necessitats de volums de fabricació de diferents dissenys/projectes. L'arranjament MPW dona suport a l'educació, la recerca de noves arquitectures i estructures de circuits, la creació de prototips i fins i tot la producció de petits volums.
A tot el món, hi ha diversos serveis MPW disponibles per part d'empreses, fonderies de semiconductors i d'institucions amb el suport del govern. Originalment, tant els arranjaments MPC com MPW es van introduir per a l'educació i la investigació de circuits integrats (IC); alguns serveis/gateways MPC/MPW només estan destinats a un ús no comercial. La selecció de la plataforma de servei adequada en la fase de prototipatge garanteix l'augment gradual de la producció mitjançant serveis MPW tenint en compte les regles del servei seleccionat.
Exemple de companyies: Microsistemes CMC, Muse Semiconductor, MOSIS, NORCHIP, CMP, AusMPC.